# 李鍾律
李 鍾律（イ・ジョンニュル、朝鮮語: 이종률、1941年9月26日 - 2008年6月2日）は、大韓民国の教授、政治学者、東亜日報記者、政治家。第10・12代韓国国会議員。
本貫は星州李氏。号は星河（ソンハ、성하）。キリスト教徒。イ・ジョンユル（漢字同じ、이종율）という表記も見られる。

## 経歴
1941年、日本統治時代の全羅北道南原郡（現・南原市）に生まれた。1960年に全州高等学校、1964年にソウル大学校文理大学政治学科をそれぞれ卒業し、1966年に同大学院を修了した。ソウル大在学時代には民主統一民衆運動連合、民族主義比較研究会などの学生運動に関与したため、投獄された経験もある。1970年に米国ハワイ州立大学大学院で政治学修士号、1974年にイェール大学大学院で政治学博士号をそれぞれ取得した後、バージニア大学の助教授に就任した。
1977年6月からは外務部傘下の外交安保研究院副教授兼研究部長職を務め、ソウル大学校、高麗大学校、梨花女子大学校で講義を行った。1978年12月の第10代総選挙では第3期維新政友会議員に指名され、国会議員となった。第10代国会では国会外務委員および列国議会同盟の理事を務め、1979年3月より維政会議員で構成した平和統一対策委員会委員を務めた。1980年10月に国家保衛立法会議立法議員となり、外交・国防委員および立法会議予決委員に任命された。1981年3月には民主正義党副スポークスマン兼事務総長補佐役に任命され、1983年4月から1986年8月までは民主正義党国策研究所情勢分析室室長を務めた。1985年の第12代総選挙では民主正義党所属の全国区議員に選出され、国会国防委員会幹事、民主正義党政策委員会国際担当副議長を務めた。1986年9月に国会議員を辞職し、全斗煥大統領秘書室の公報首席秘書官兼スポークスマンとなり、1987年7月には第6代政務第1長官に任命された。在任中は大統領特使としてジャマイカなど中米4カ国を訪問した。
1988年の第13代総選挙ではソウル瑞草甲選挙区で民主正義党の公認を受けて出馬したが落選し、第14代総選挙でも民主自由党公認で同じ選挙区から出馬したが再び落選した。1992年6月に民主自由党政策委員会副議長に任命され、1993年10月に第18代国会事務処事務総長に就任した。その後、新韓国党の大統領候補予備選では李洪九候補秘書室長を務めたが、李洪九の出馬辞退後は党代表の李会昌により新韓国党選挙対策委員会政治担当特補に任命された。1998年7月のソウル瑞草甲区の補欠選挙ではハンナラ党の公認を受けなかったため、離党し無所属で出馬したが落選した。2004年の第17代総選挙では新千年民主党の公認をもらえなかったため、無所属で全北南原・淳昌選挙区から出馬したが再び落選したため、政界を引退した。また、政界以外では財団法人統一時代研究所理事長、社団法人大韓ウィンドサーフィン協会第4代会長なども務めた。2008年にロサンゼルスで闘病中67歳で死去した。
賞勲には青条勤政勲章があり、著書多数。